# Banda Aceh
Banda Aceh (Bandar Aceh, Banda Atjech, dawniej Kutaraja) – miasto w Indonezji na północnym krańcu wyspy Sumatra. Jest stolicą regionu specjalnego Aceh (Nanggroe Aceh Darussalam) przy ujściu rzeki o tej samej nazwie. Według spisu ludności z 2022 roku liczyło 257 635 mieszkańców.

## Charakterystyka
Miasto jest ośrodkiem usługowym regionu rolniczego. Dobrze rozwinięte jest rzemiosło (głównie jubilerstwo). W 1961 r. założony został uniwersytet (Universitas Syiah Kuala). Na wschód od miasta usytuowany jest port lotniczy. Banda Aceh jest miejscem postoju pielgrzymów udających się do Mekki drogą morską – obsługiwane przez port w dzielnicy Uleelheue.

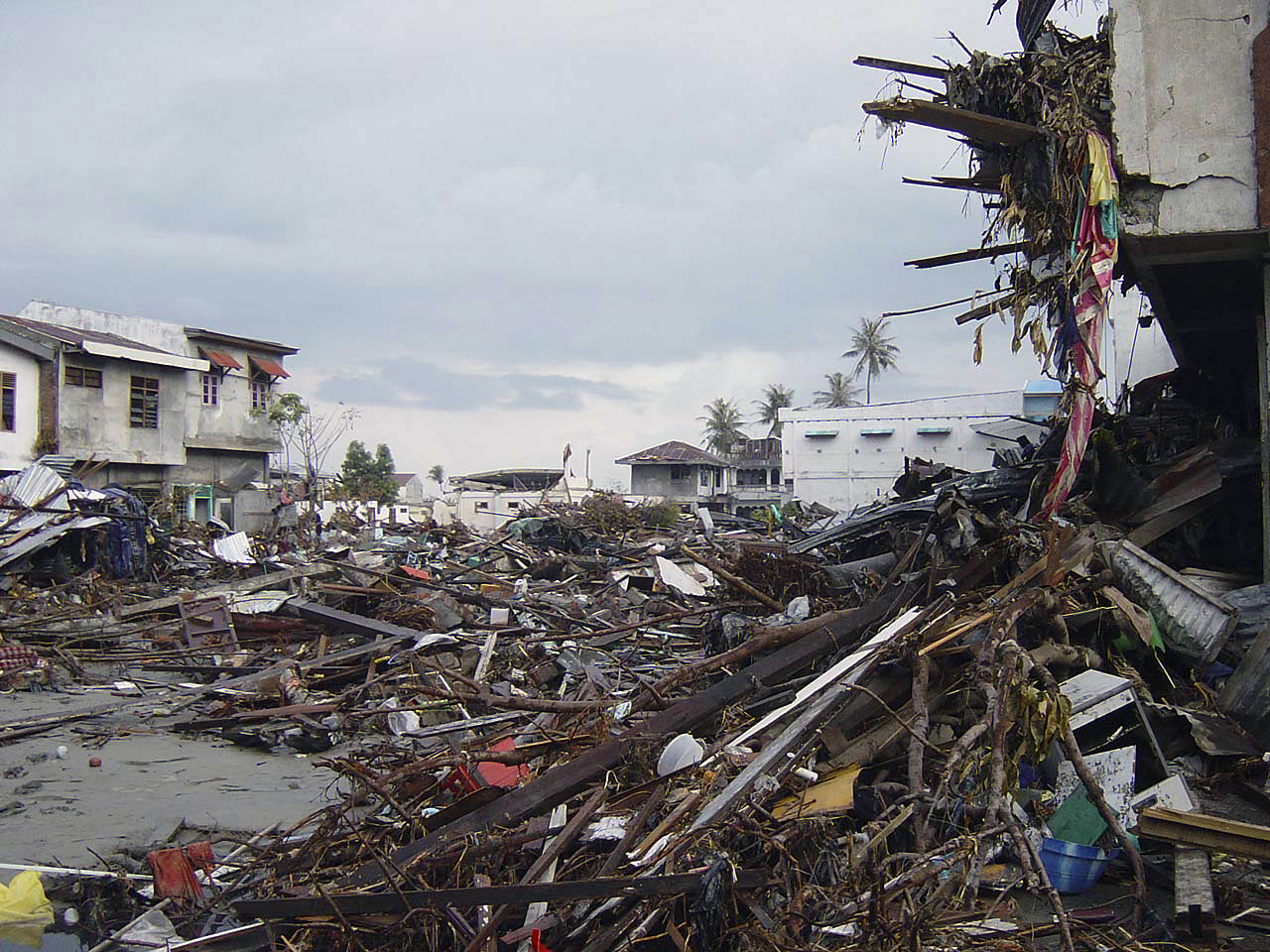
Ulica po przejściu tsunami

## Trzęsienie ziemi i tsunami w 2004 roku
26 grudnia 2004 roku miasto zostało poważnie zniszczone przez tsunami wywołane trzęsieniem ziemi o magnitudzie 9,0. Jego epicentrum miało miejsce około 250 km na południowy wschód od Banda Aceh.

## Zabytki

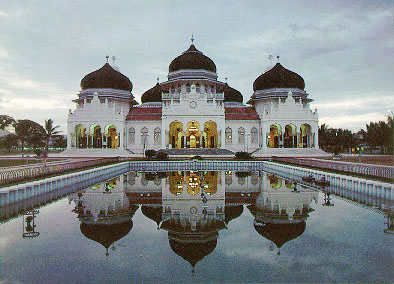
Wielki Meczet w Banda Aceh

- Wielki Meczet z drugiej połowy XIX wieku[1]

## Współpraca
- Samarkanda, Uzbekistan
- Apeldoorn, Holandia
- Sana, Jemen
- Martapura, Indonezja